# 마누일 1세 콤니노스
마누일 1세 콤니노스(그리스어: Μανουήλ Α' Κομνηνός, 1118년 11월 28일 – 1180년 9월 24일)는 동로마 제국의 황제(재위:1143년 – 1180년)이다. 강력한 군사정책과 대외 정책으로 동로마 제국의 과거 영광을 찾기 위해 노력했다. 제2차 십자군과 연합하여 팔레스타인의 십자군 국가에 대한 제국의 종주권을 다시 한번 확인시켰고 발칸반도 및 이탈리아 남부에서 제국의 주도권을 다시 장악했다.

## 생애

### 제위에 오르다
마누일은 요안니스 2세 콤니노스와 황후 헝가리의 이리니 사이에 태어난 넷째 아들이다. 위로 두 형이 아버지보다 먼저 죽고 셋째아들 이사키오스와 마누일만 남았는데 이사키오스는 성질이 급한 반면에 마누일은 부드러운 성격이었다. 요안니스 황제는 안티오키아 원정 중이던 1143년 4월 8일 킬리키아에서 죽었고 함께 원정에 나섰던 막내아들 마누일을 후계자로 삼았다. 수도 콘스탄티노폴리스에는 형 이사키오스가 있었고 자신은 수도에서 먼 킬리키아에서 추대된 황제였기 때문에 제위가 불안했던 마누엘은 재빨리 궁정비서관 요안니스 악수크를 섭정으로 임명해 수도로 보내어 형과 삼촌을 체포하게 했다.
악수크가 수도에서 미리 애써준 결과 마누일은 그해 8월 콘스탄티노폴리스로 돌아와 무사히 황제의 대관식을 치렀다.

### 제2차 십자군
1144년 말, 이마드 앗 딘 장기는 에데사 백국을 점령하였다. 장기의 위협에 안티오키아의 레몽은 비잔티움에 대한 적대 행위를 버리고 콘스탄티노폴리스로 와서 마누일에게 도움을 청했다. 마누일은 안티오키아 공국에 대한 재정적 지원을 약속했다. 에데사 백국의 멸망은 또한 유럽에서 다시한 번 십자군의 기치를 들게 만들었다. 교황 에우제니오 3세의 호소로 십자군이 결성되었다. 당시의 명성 높은 설교가였던 클레르보의 베르나르도는 유럽 각지에서 십자군 참가를 선동했고, 프랑스의 루이 7세와 독일왕 콘라트 3세를 중심으로 많은 참가자들이 출정하였다.

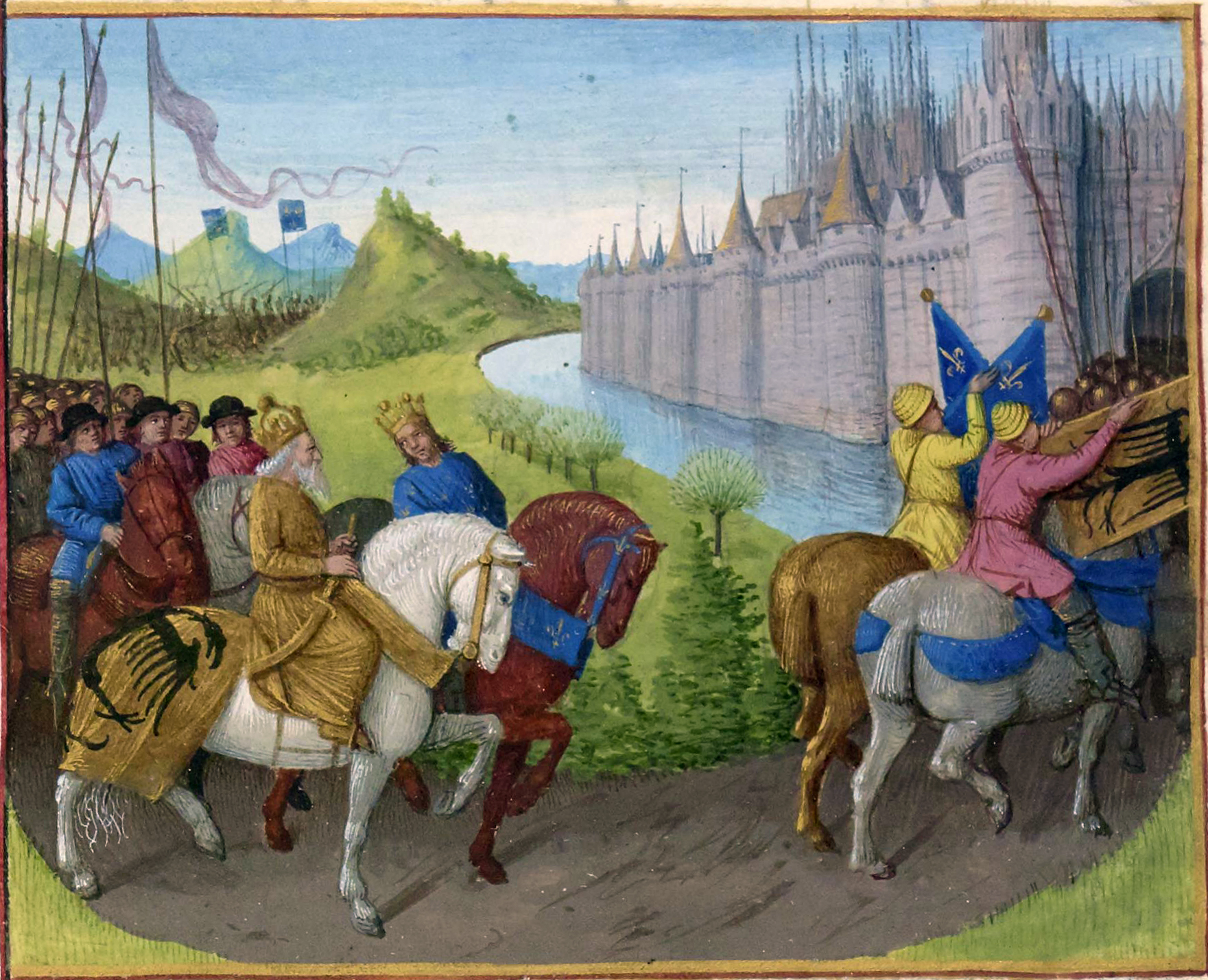
십자군의 콘스탄티노폴리스 입성. (장 푸케-15세기).

한편 마누일은 서부 아나톨리아와 킬리키아에서 제국의 국경을 위협하는 룸 술탄국을 맞아 골머리를 앓고 있었다. 1146년 그는 원정을 나서 룸의 수도 코니아까지 진격했으나 별다른 성과는 없이 협정을 맺고 돌아왔다. 이때 유럽에서 십자군이 출발하여 제국의 영토로 들어왔다. 처음에는 콘라트 3세와 슈바벤 공작 프리드리히가 이끄는 독일군이, 그 후에는 루이 7세와 왕비 아키텐의 엘레오노르의 프랑스 군이 발칸반도를 지나 콘스탄티노폴리스로 들어 왔다. 사실상 비잔티움 측에서 보면 동쪽의 이슬람보다 서쪽의 십자군이 더 큰 위협이었으므로 마누엘은 십자군의 편의를 제공하고 서둘러 아나톨리아로 보냈다. 그러나 기세좋게 출발한 독일십자군은 아나톨리아에서 셀주크의 공격에 거의 괴멸당하고 말았다.

### 이탈리아 원정
1147년 시칠리아 왕 루지에로 2세는 유능한 제독인 안티오키아의 게오르기우스를 보내 동로마 제국의 영토를 유린했다. 게오르기우스는 코르푸를 함락했으며 그리스 해안을 돌아 에우보이아, 아테네, 코린트를 차례로 약탈하고 테베에서는 비단 제조기술자들을 납치하여 시칠리아로 데려왔다. 이에 격분한 마누일은 1148년 베네치아 공화국을 자기 편으로 끌어들여 시칠리아에 맞서게 하는 한편 자신은 제국의 함대를 증강하여 그해 4월 출병하려 했다. 그러나 쿠만족의 발칸에서 문제를 일으켜 원정은 잠시 중단되었지만 1149년 마누일은 베네치아의 도움으로 코르푸를 노르만족으로부터 되찾는 데 성공했다. 마누일은 성지에서 병에 걸려 콘스탄티노폴리스로 돌아온 콘라트와 함께 루지에로에 맞서는 동맹을 맺었다. 이에 맞서 루지에로는 프랑스의 루이와 콘라트의 정적인 독일의 벨프 가문와 연대하고 있었다.
1152년 콘라트가 죽고 후계자가 된 프리드리히 바르바롯사는 큰아버지의 유지를 받들지 않고 비잔티움과의 동맹을 단절하고 말았다. 이듬해에는 교황 에우제니오 3세가 죽었고 또 그 이듬해에는 시칠리아의 루지에로 2세가 죽었다. 루지에로의 뒤를 이은 굴리엘모 1세는 오트빌 가문을 반대하는 아풀리아 귀족의 미움을 샀고 이 귀족들은 마누일에게 도움을 요청했다. 마누일은 즉각 미하일 팔레올로고스를 남부 이탈리아로 보내 반란군을 도와 시칠리아의 영토를 공격하게 했다. 비잔티움군은 그해 말까지 순식간에 남부 이탈리아를 평정했으나 그것도 잠시 이듬해 5월 회복한 굴리엘모에게 다시 이탈리아 영토를 빼앗겼다.
마누일은 이탈리아의 영토를 회복하고자하는 자신의 열망이 꺽인것을 알게 되자 이탈리아의 정책기조를 바꾸어 한편으로는 반란을 조장하고 한편으로 굴리엘모와 1157년 평화조약을 맺었다. 이로써 이탈리아에 대한 비잔티움의 종주권을 완전히 상실하게 되었고 다시는 이탈리아를 지배하지 못하게 되었다.

### 동방 문제
1156년 안티오키아 공국의 공작 레날드는 마누일에게 자신의 공작위를 승인해 주는 대가로 아르메니아의 제국의 반란군을 응징하기로 했는데 약속을 지키지 않았고 제국의 영토인 키프로스를 침공해 약탈하고 유린했다. 마누일은 레날드의 행위에 격분하여 직접 군대를 이끌고 동방으로 원정을 와서 차례차례 킬리키아의 모든 도시를 다시 비잔티움의 수중에 가져왔다. 레날드는 거의 울면서 맨발로 황제에게 엎드려 복종했다.
1159년 마누일은 성대하게 안티오키아에 입성했다. 그는 예루살렘의 왕 보두앵 3세와 우호관계를 맺었으며 십자군 국가들의 맹주임을 다시 한번 확인했다. 또한 알레포의 누르 앗 딘의 사절을 만나 강화를 맺고 콘스탄티노폴리스로 귀환했다.
같은해 셀주크의 술탄 킬리지 아르슬란 2세와 싸웠고 3년후에는 강화 조약을 맺었다. 이때 황후 술츠바흐의 베르타가 죽자 마누일은 예루살렘의 보두앵 3세에게 새로운 신부감을 부탁했다. 이때 샤티용의 레날드가 누르 앗딘에게 포로로 잡혔고 안티오키아 공국의 후계자 문제가 불거졌을 때 보두앵은 마누엘과 상의없이 보에몽 3세를 공작으로 봉했다. 마누일은 이에 화를 내고 안티오키아의 콩스탕스의 딸 마리아를 자신의 아내로 삼았다.

### 헝가리 문제
1161년 헝가리의 왕 게저 2세가 죽자 마누일은 헝가리의 후계 문제에 개입했다. 독일의 콘라트 3세의 사후 헝가리는 크로아티아와 달마티아를 두고 비잔티움과 적대 관계에 있었고 1156년 마누일은 남이탈리아 문제에 전념하기 위해 게저 2세와 평화 조약을 맺은 바 있었다. 마누일은 새로운 왕으로 게저 2세의 동생을 밀었으나 게저 2세의 아들이 이슈트반 3세로 왕이 되었다. 마누엘은 1164년부터 3년 동안 도나우 강을 건너 헝가리와 전쟁을 벌여 달마티아, 보스니아, 시르미아, 크로아티아의 대부분을 차지했다.
1172년 이슈트반 3세가 죽자 마누일과 행동을 같이 했던 벨러 3세가 헝가리의 왕위에 올랐는데 그는 마누일에게 충성을 맹세했고 이 성공은 세르비아에서도 영향을 미쳐 그해 여름 마누일은 세르비아도 완전히 복속시켰다.

### 서방과의 관계
마누일이 달마티아를 복속하자 이 지역을 노리던 베네치아 공화국과의 관계가 나빠졌다. 또한 콘스탄티노폴리스에 거류하는 베네치아인들의 위법적인 행태로 인해 동로마 제국의 입장도 불편했다. 마침 1170년 8월, 콘스탄티노폴리스 내 갈라타에서 제노바 조계가 공격을 받았을 때 제국 정부는 이를 베네치아 인들의 행동으로 규정하였다. 마누일은 1171년 3월 12일에 지시를 내려 모든 베네치아인을 구금하고 그들의 재산을 몰수하게 했다. 이 조치에 대한 대처를 위해 베네치아의 도제 비탈레 미키엘 2세는 1171년 9월 갤리 100척과 수송선 20척의 함대를 거느리고 베네치아를 출발했다. 하지만 베네치아 함대는 역병으로 인해 뜻을 이루지 못했다고 베네치아 측 사료에서 전한다. 그러나 이러한 서술이 베네치아측 사료에 근거한 반면 베네치아가 마누일의 협상 제안에 번번이 속아넘어가면서도 협상에 응한 점을 설명하기에 부족함이 있다고 지적하는 학자도 있다. 한편 비잔티움의 역사가인 요안니스 킨나모스는 비탈레 미켈레 2세 도제가 지휘하는 120척의 베네치아 함대가 히오스 섬에서 비잔티움 함대에 저지되고 이어서 비잔티움의 함대가 베네치아 함대를 쫓아 말레아 곶(Cape Malea)까지 이르렀다고 기록하였다. 니케타스 코니아테스와 테오도로스 스쿠타리오테스(Theodore Skoutariotes)는 킨나모스를 따라 서술하여 마누일이 안드로니코스 콘토스테파노스(Andronikos Kontostephanos)에게 150척의 삼단노선(triereis)을 주고 히오스 섬으로 가 말레아 곶까지 베네치아 함대를 추격하게 했다고 기록했다.
한편 새로운 신성로마제국 황제 신성로마제국의 프리드리히 1세는 교황과 관계가 원만하지 못했는데 마누일은 이를 기회로 로마 교회와 화해하고 프리드리히에 반대하는 교황 알렉산데르 3세와 동맹을 꾀했는데 서로의 입장차가 커서 불발로 끝났다.

### 말년 통치와 죽음
1170년대 중반까지 마누일은 인생의 절정기를 누렸다. 동방에서는 우르트메르의 십자군 국가들을 장악했고 셀주크 술탄을 굴복시켰으며 헝가리와 세르비아를 복속했으며 베네치아의 세력을 꺾었다. 그러나 마누일이 다른 지역 문제에 치중할 때 룸의 술탄 킬리지 아르슬란 2세는 조용히 힘을 기르고 있었다.
1174년 모술의 누레딘이 죽자 다니슈멘드는 방패막을 잃어버리고 킬리지 아르슬란 2세의 침공을 받았다. 1176년 여름 마누일은 군대를 이끌고 이코니움으로 진격하였는데 전략적 실수를 범하여 미리오케팔룸 전투에서 패배했고 더 이상 동로마 제국은 아나톨리아에 대한 대규모 공격을 하지 못했다.
미리오케팔룸의 패배 이후 마누엘은 계속 건강이 좋지 않았다. 1179년 그는 어린 아들 알렉시오스와 프랑스의 루이 7세의 딸 아녜스 공주를 결혼시켰다. 이것이 그가 거둔 마지막 외교적 성과였다. 곧 그는 중병에 걸렸고 1180년 9월 24일 60세의 나이에 사망했다.

## 가족관계
- 첫 번째 결혼 (1146년 결혼) : 술츠바흐의 베르타 (독일왕 콘라트의 처형) 1159년 죽음.
  - 마리아 콤니니 (1152–1182).
  - 안나 콤니니 (1154–1158)
- 두 번째 결혼 (1161년 결혼) : 안티오키아의 마리아 (안티오키아의 레몽과 콩스탕스의 딸),
  - 알렉시오스 2세 콤니노스 : 아버지의 뒤를 이어 황제에 오름

## 같이 보기
- 동로마 황제
- 윌렐무스 티렌시스